# Gole del Sagittario
Le Gole del Sagittario sono delle gole, situate nel basso Abruzzo, in provincia dell'Aquila, interamente comprese nei territori dei comuni di Cocullo, Anversa degli Abruzzi e Villalago, scavate dal fiume Sagittario e comprese nella bassa Valle del Tasso-Sagittario, a sud-ovest del gruppo del Monte Genzana, confinanti ad ovest con altre cime dei Monti Marsicani e il Parco Nazionale d'Abruzzo, Lazio e Molise: attraversate dalla Strada statale 479 Sannite che da Cocullo sale fino a Scanno-Passo Godi, rappresentano tra i più importanti esempi di fenomeni di erosione dell'Appennino centro-meridionale e al loro interno è istituita la Riserva naturale guidata Gole del Sagittario.

## Storia
Note da tempo per la loro importanza naturalistica anche al di fuori dell'Abruzzo, le gole furono descritte dai viaggiatori inglesi Keppel Richard Craven ed Edward Lear intorno alla metà del XIX secolo ed il loro ambiente fu da essi definito «pauroso e bello».

## Geografia fisica

### Territorio

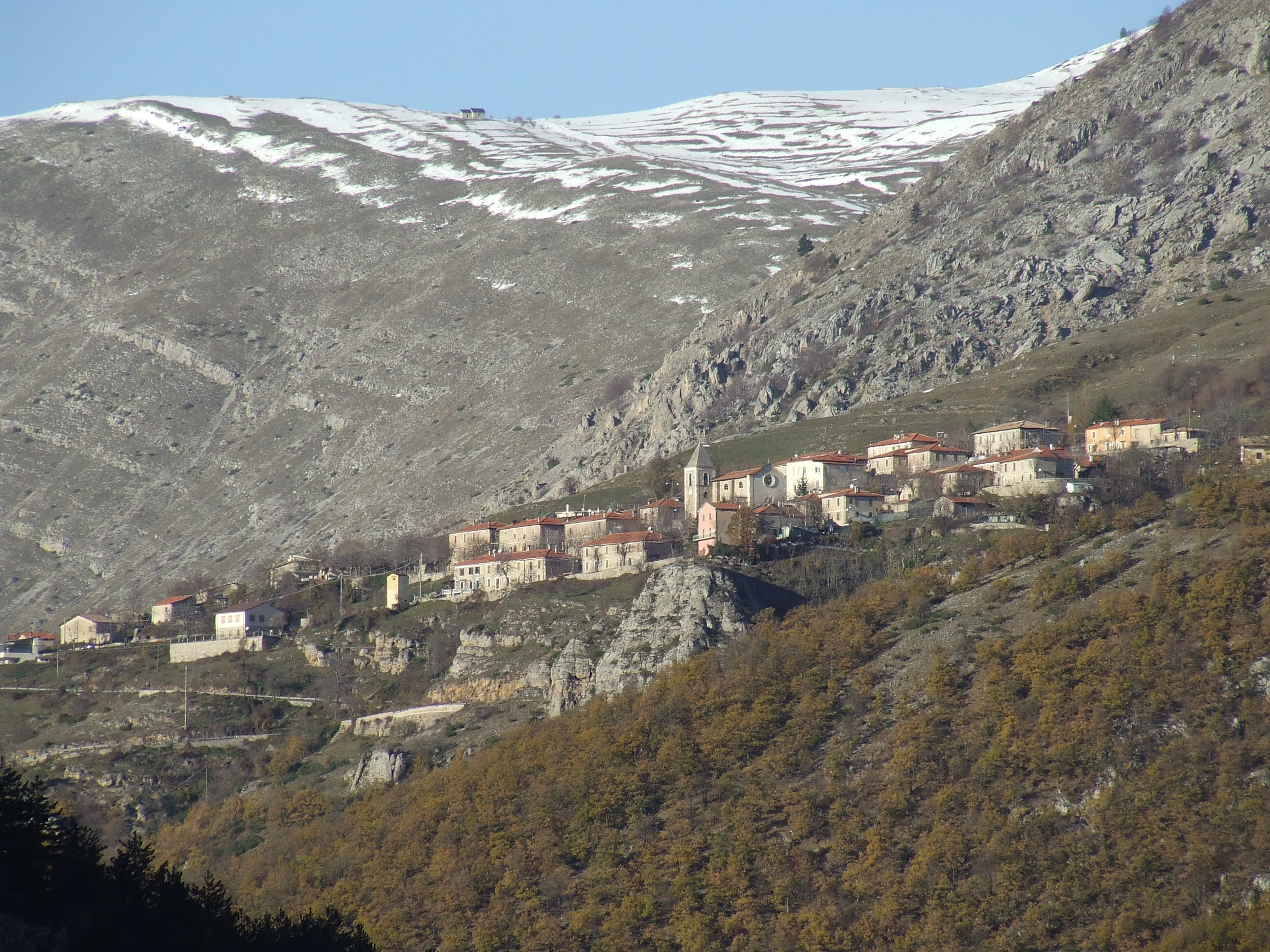
Frattura e il Monte Genzana

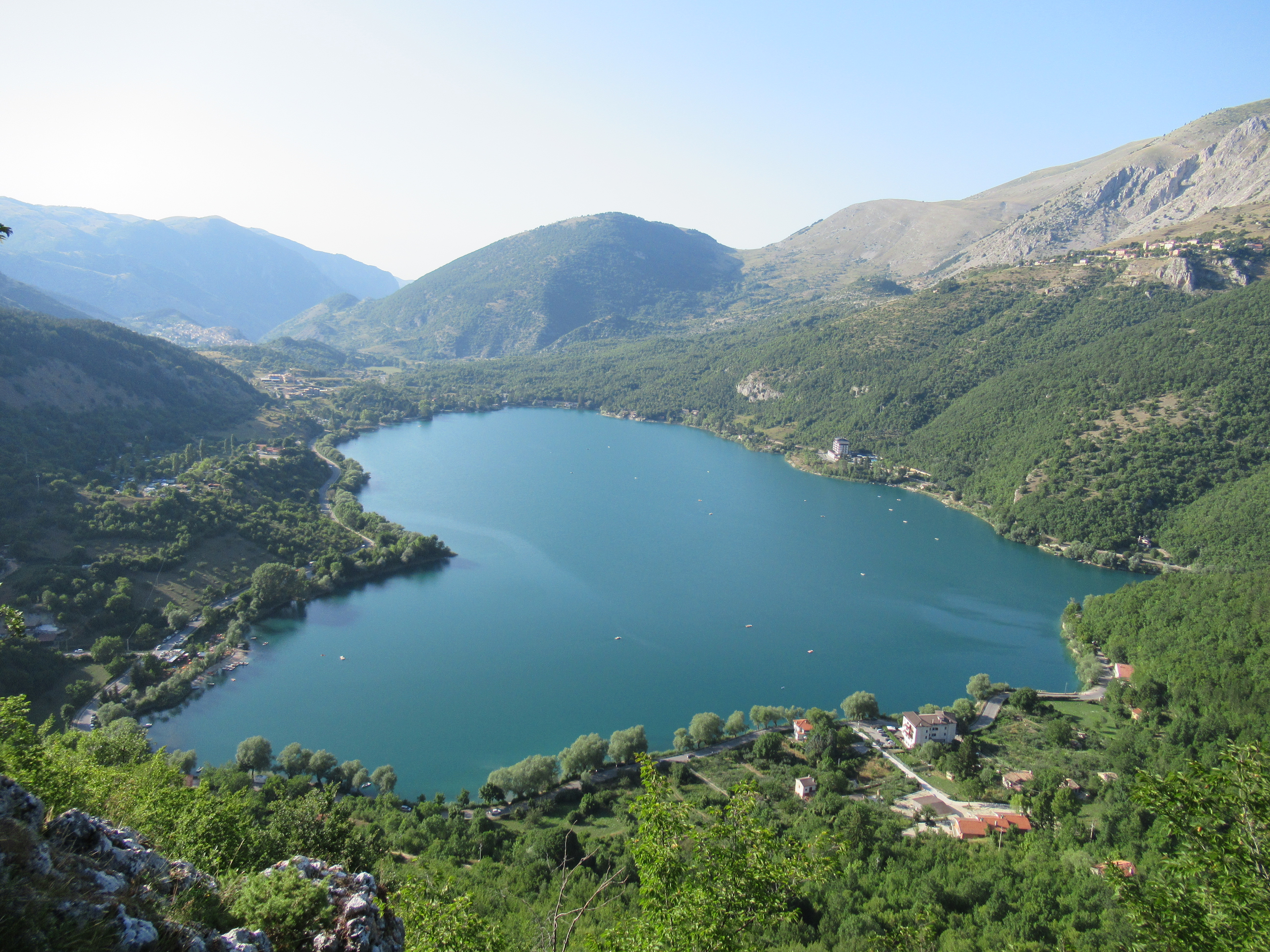
Lago di Scanno

Le prime propaggini delle gole prendono l'avvio dalle ultime case di Anversa degli Abruzzi a non più di 5 km dal casello autostradale della A25 di Cocullo. L'intero territorio, costituente l'area protetta, presenta un'estensione di circa 450 ettari e spazia dai 500m di altitudine a valle del centro abitato di Anversa sino a quota 1.500 di Pizzo Marcello a lambire la zona di protezione esterna del Parco nazionale d'Abruzzo, Lazio e Molise.

### Geologia
La morfologia è a V, tipica dell'incisione fluviale resa possibile dall'azione erosiva delle acque del Sagittario avvenuta in milioni di anni a creare una valle costituita da rocce con sedimenti marini carbonatici di coralli e foraminiferi; l'età in cui i depositi si sarebbero formati si colloca tra i 200 ed i 20 milioni di anni prima della creazione per sollevamento della catena appenninica. D'altronde il ritrovamento di conchiglie fossili sul Pizzo Marcello testimonia il fatto che la parete molto ripida del picco più alto dell'area era in passato una scogliera.

## Ambiente

### La Riserva

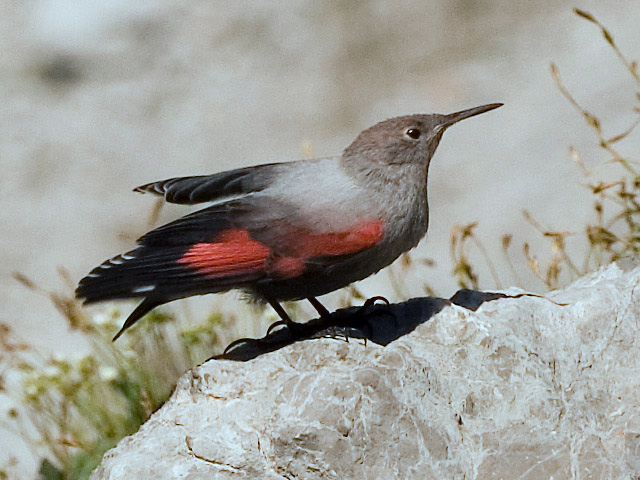
Picchio muraiolo

La riserva naturale guidata Gole del Sagittario è un'area naturale protetta situata nel comune di Anversa degli Abruzzi, in provincia dell'Aquila. Istituita nel 1997 e comprende la valle percorsa dal fiume Sagittario, che si estende da Villalago a Cocullo in provincia dell'Aquila: l'area delle gole inizia dalla diga di San Domenico, nei pressi della quale sorge l'eremo di San Domenico, nei pressi di Villalago. In essa trovano rifugio molti animali selvatici dai lupi ai falchi, dai moscardini (piccoli ghiri color nocciola) ai gufi all'orso marsicano. All'interno della riserva si trovano un importante giardino botanico, un museo, un'area pic-nic e dei sentieri. Nelle vicinanze è posta anche la Riserva naturale guidata Monte Genzana e Alto Gizio.

## Galleria d'immagini

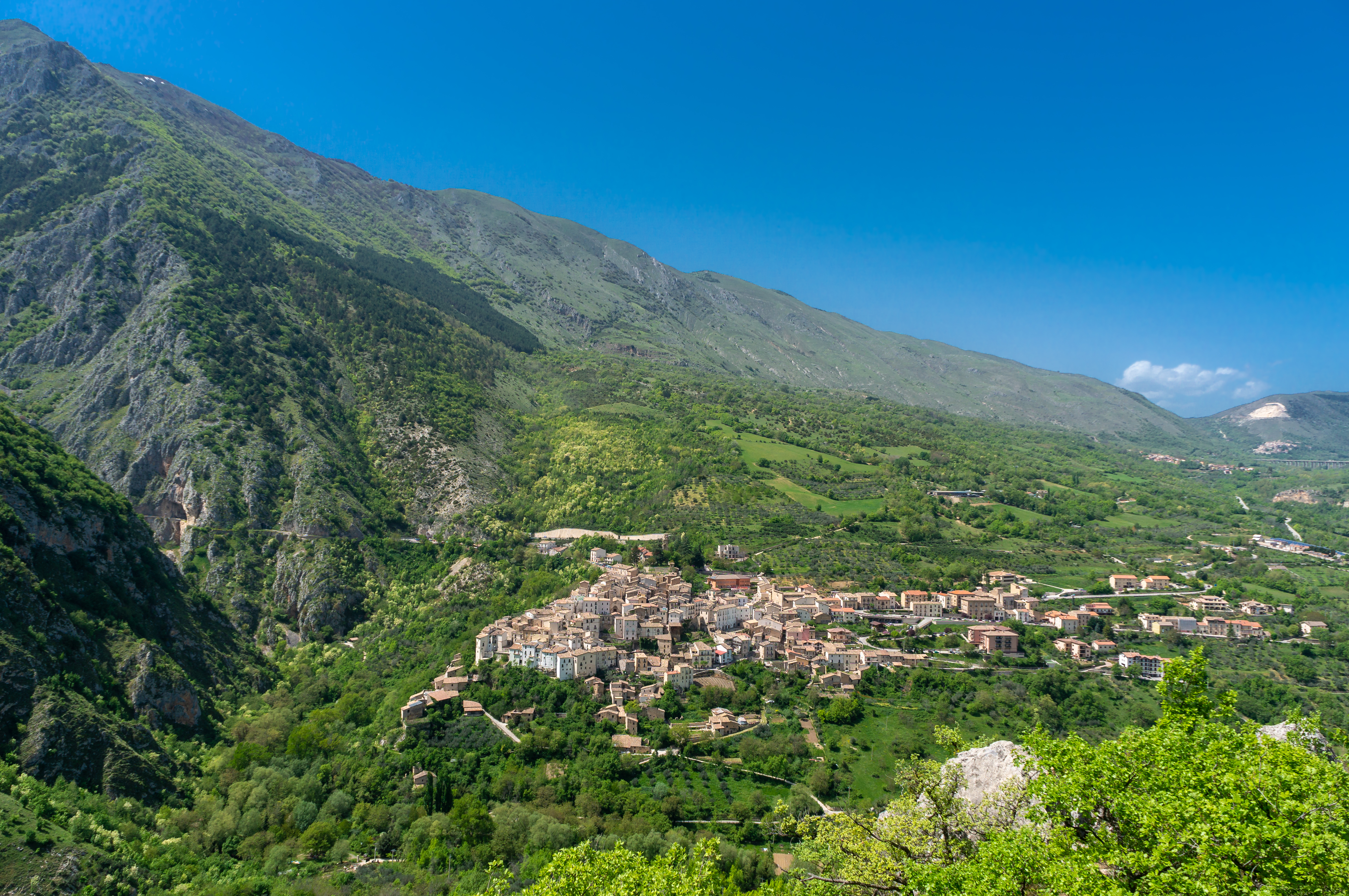
Anversa degli Abruzzi
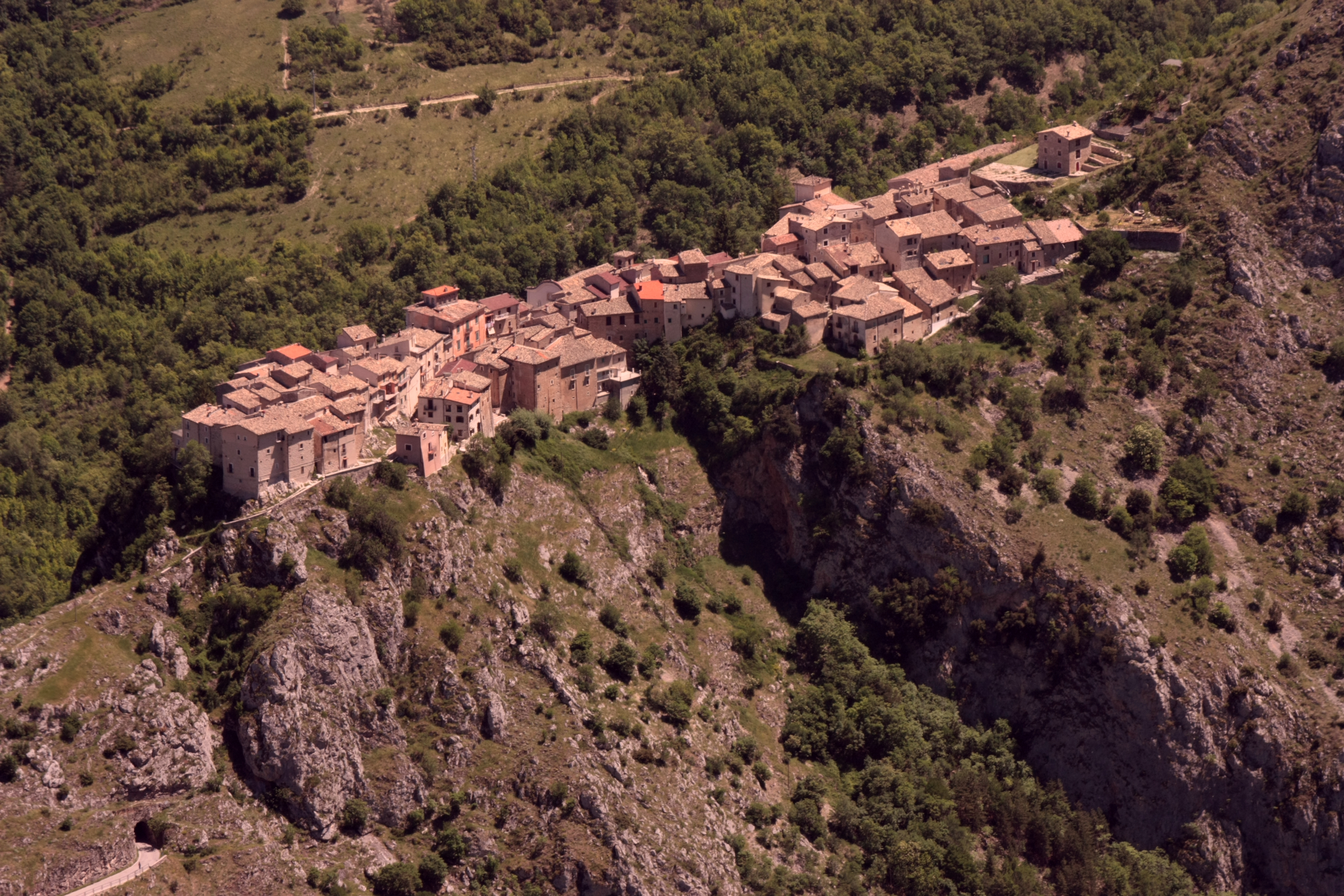
Castrovalva
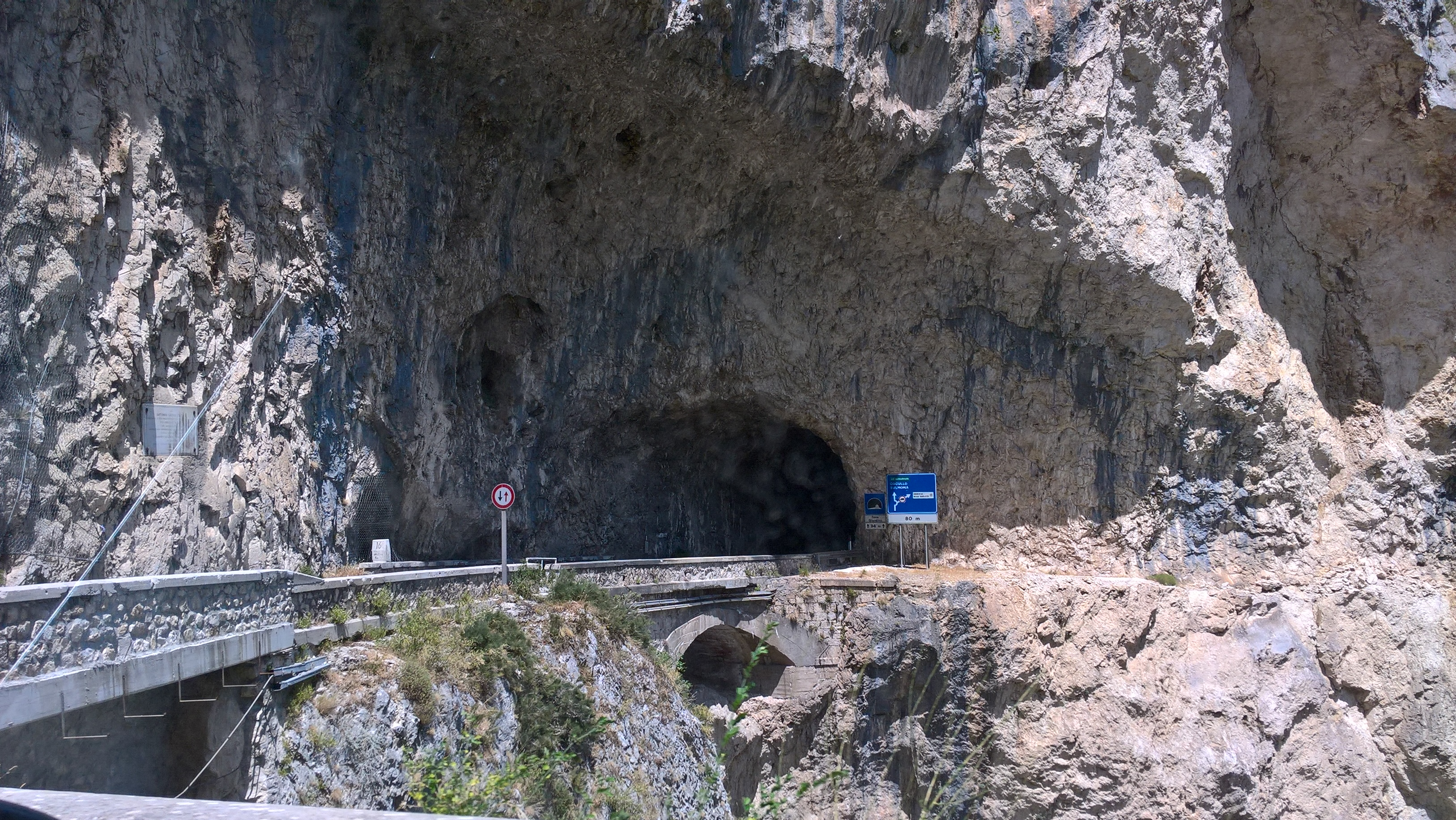
La strada stretta con gallerie che risale la gola fino a Scanno
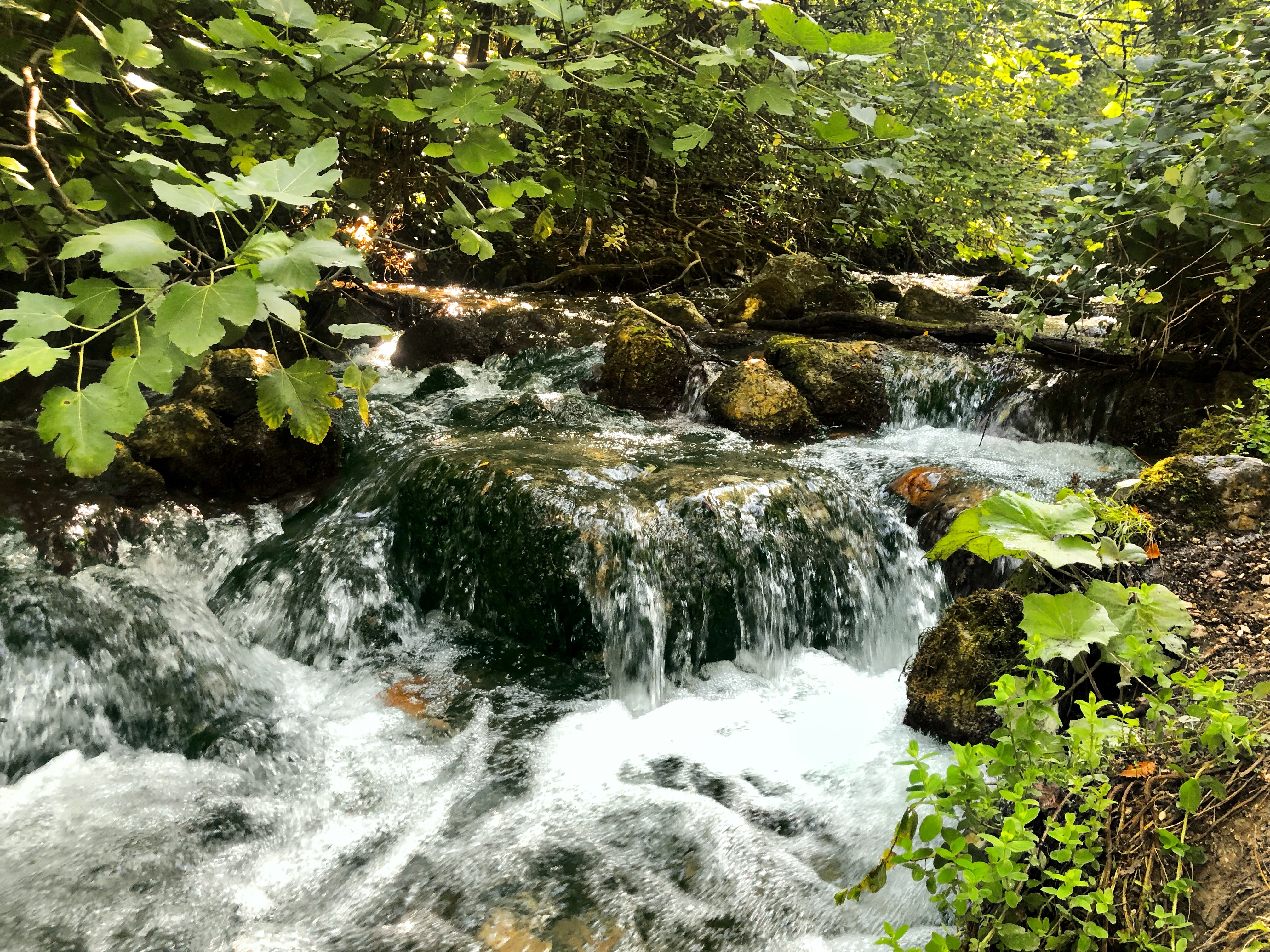
Ruscello nella riserva
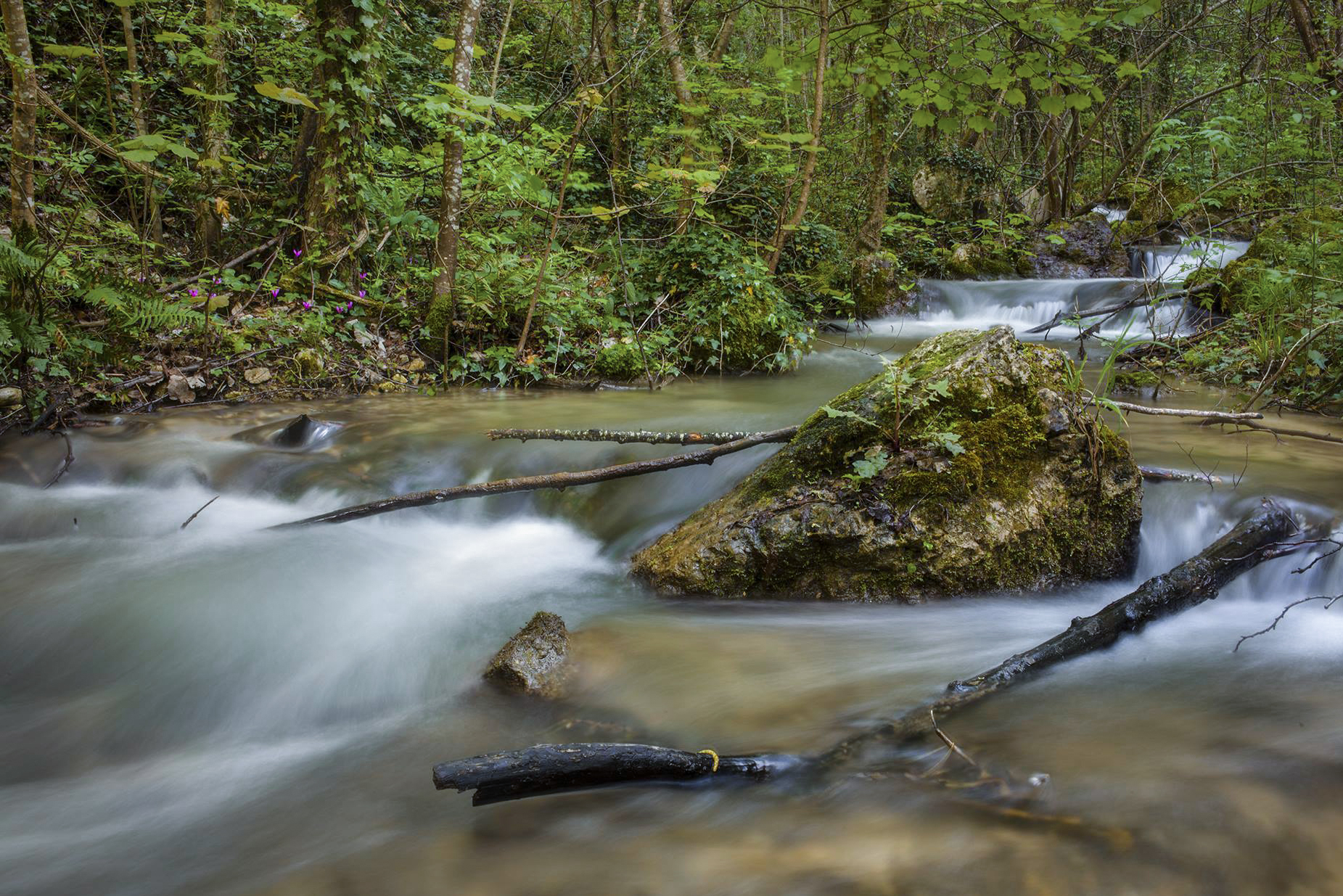
Le acque del fiume Sagittario
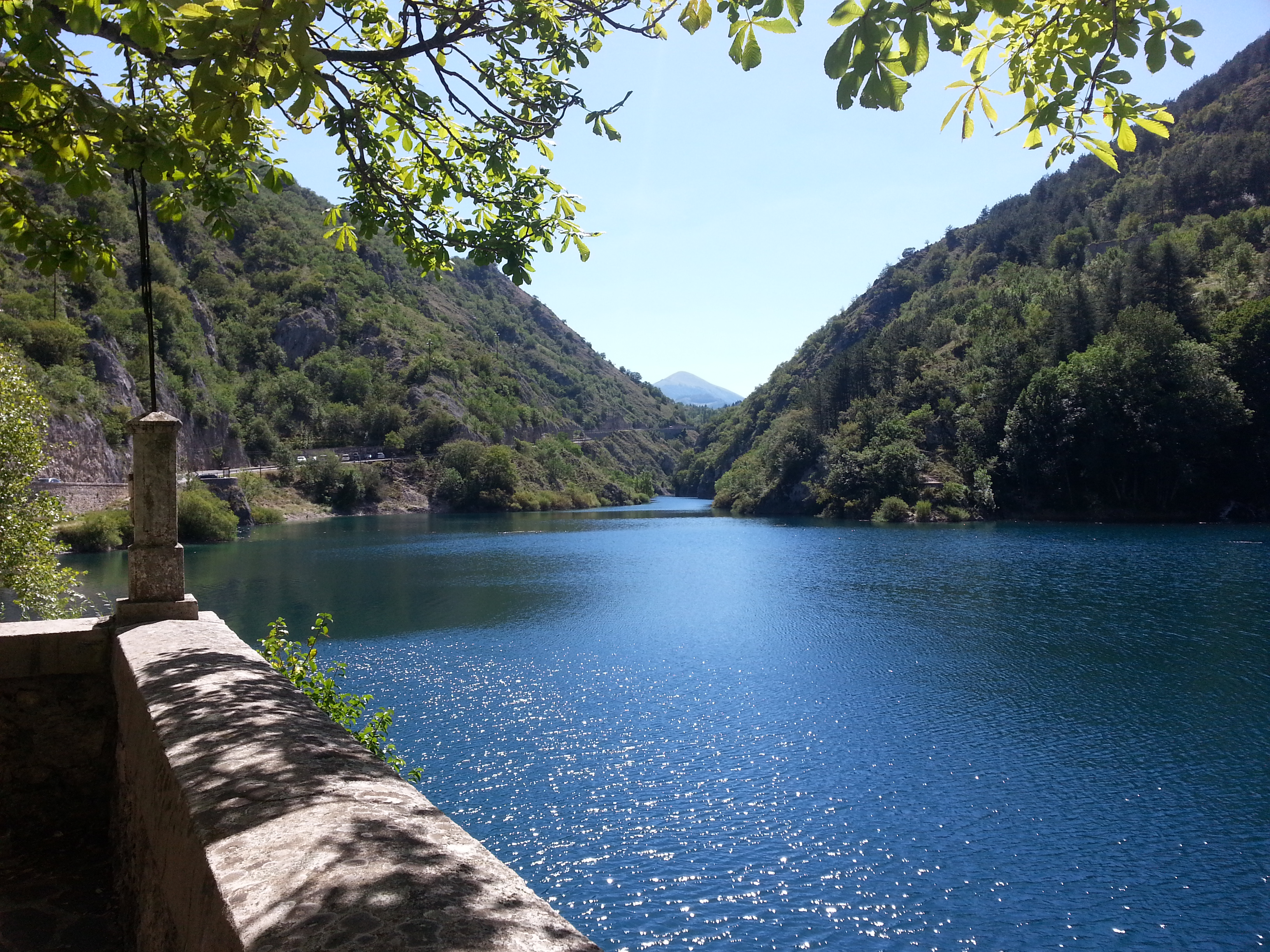
Lago di San Domenico